# Tabuse
Tabuse (japanska: 田布施町?, Tabuse-chō) är en landskommun i Yamaguchi prefektur i Japan. 

## Kända personer födda i Tabuse
- Nobusuke Kishi, Japan premiärminister 1957–1960
- Eisaku Sato, Japans premiärminister 1964–1972, som erhöll Nobels fredspris 1974